# BRM P61
BRM P61 – samochód Formuły 1, zaprojektowany przez Tony’ego Rudda i skonstruowany przez BRM. Używany w sezonach 1963–1966. Graham Hill wystartował nim w dwóch wyścigach (Grand Prix Francji 1963, w którym zajął trzecie miejsce oraz Grand Prix Włoch, w którym był 16). Samochód był napędzany przez jednostki BRM.

## Wyniki
| Legenda oznaczeń w tabelach wyników Wyświetl szablon na nowej stronie | Legenda oznaczeń w tabelach wyników Wyświetl szablon na nowej stronie                                                                     |
| Oznaczenie                                                            | Wyjaśnienie |
| --------------------------------------------------------------------- | --- |
| Złoty                                                                 | Zwycięzca lub mistrzostwo |
| Srebrny                                                               | 2. miejsce lub wicemistrzostwo |
| Brązowy                                                               | 3. miejsce lub II wicemistrzostwo |
| Zielony                                                               | Ukończył, punktował (w klasyfikacji generalnej, gdy zdobył co najmniej jeden punkt na przestrzeni sezonu, poza trzema powyższymi opcjami) |
| Niebieski                                                             | Ukończył, nie punktował (w klasyfikacji generalnej, gdy nie zdobył co najmniej jednego punktu na przestrzeni sezonu)                      |
| Czerwony                                                              | Nie zakwalifikował się (NZ) |
| Czerwony                                                              | Nie prekwalifikował się (NPK) |
| Różowy                                                                | Nie ukończył (NU) |
| Różowy                                                                | Niesklasyfikowany (NS) (w klasyfikacji generalnej, gdy nie został sklasyfikowany w żadnym wyścigu sezonu)                                 |
| Czarny                                                                | Zdyskwalifikowany (DK) |
| Czarny                                                                | Wykluczony (WYK/EX) |
| Biały                                                                 | Nie wystartował (NW) |
| Biały                                                                 | Kontuzjowany (K/INJ) |
| Biały                                                                 | Wyścig odwołany (OD/C) |
| Bez koloru                                                            | Został wycofany (WYC/WD) |
| Bez koloru                                                            | Nie przybył (NP/DNA) |
| Bez koloru                                                            | Nie brał udziału w treningach (NT/DNP) |
| Bez koloru                                                            | Nie został zgłoszony (–) |
| Pogrubienie                                                           | Start z pole position |
| Kursywa                                                               | Najszybsze okrążenie wyścigu |
| †                                                                     | Nie ukończył, ale jego rezultat został zaliczony ze względu na przejechanie więcej niż 90% dystansu wyścigu.                              |
| *                                                                     | Sezon w trakcie |
| 1/2/3                                                                 | Punktowana pozycja w sprincie kwalifikacyjnym                                                                                             |
| Lista systemów punktacji Formuły 1                                    | |

| Sezon | Zespół                   | Silnik | Kierowcy        | Wyniki w poszczególnych eliminacjach | Wyniki w poszczególnych eliminacjach | Wyniki w poszczególnych eliminacjach | Wyniki w poszczególnych eliminacjach | Wyniki w poszczególnych eliminacjach | Wyniki w poszczególnych eliminacjach | Wyniki w poszczególnych eliminacjach | Wyniki w poszczególnych eliminacjach | Wyniki w poszczególnych eliminacjach | Wyniki w poszczególnych eliminacjach | Wyniki kierowców | Wyniki kierowców | Wyniki konstruktora | Wyniki konstruktora |
| 1963  |                          |        |                 | Monako                               | Belgia                               | Holandia                             | Francja                              | Wielka Brytania                      | Niemcy                               | Włochy                               | Stany Zjednoczone                    | Meksyk                               |                                      | Pkt.             | Msc.             | Pkt.                | Msc.                |
| ----- | ------------------------ | ------ | --------------- | ------------------------------------ | ------------------------------------ | ------------------------------------ | ------------------------------------ | ------------------------------------ | ------------------------------------ | ------------------------------------ | ------------------------------------ | ------------------------------------ | ------------------------------------ | ---------------- | ---------------- | ------------------- | ------------------- |
| 1963  | Owen Racing Organisation | BRM    | Graham Hill     |                                      |                                      |                                      | 3                                    |                                      |                                      | 16                                   |                                      |                                      |                                      | 4 (29)           | 2                | 4 (36)              | 2                   |
| 1964  |                          |        |                 | Monako                               | Holandia                             | Belgia                               | Francja                              | Wielka Brytania                      | Niemcy                               | Austria                              | Włochy                               | Stany Zjednoczone                    | Meksyk                               | Pkt.             | Msc.             | Pkt.                | Msc.                |
| 1964  | Owen Racing Organisation | BRM    | A.J. Foyt       | –                                    | –                                    | –                                    | –                                    | –                                    | –                                    | –                                    | –                                    | NW                                   | NW                                   | 0                | NS               | 0 (42)              | 2                   |
| 1965  |                          |        |                 |                                      | Monako                               | Belgia                               | Francja                              | Wielka Brytania                      | Holandia                             | Niemcy                               | Włochy                               | Stany Zjednoczone                    | Meksyk                               | Pkt.             | Msc.             | Pkt.                | Msc.                |
| 1965  | Owen Racing Organisation | BRM    | Richard Attwood | NW                                   |                                      |                                      | –                                    |                                      |                                      |                                      |                                      |                                      |                                      | 0 (2)            | 16               | 0 (45)              | 2                   |
| 1966  |                          |        |                 | Monako                               | Belgia                               | Francja                              | Wielka Brytania                      | Holandia                             | Niemcy                               | Włochy                               | Stany Zjednoczone                    | Meksyk                               |                                      | Pkt.             | Msc.             | Pkt.                | Msc.                |
| 1966  | Reg Parnell Racing       | BRM    | Richard Attwood | –                                    | –                                    | –                                    | –                                    | –                                    | –                                    | –                                    | –                                    | NW                                   |                                      | 0                | NS               | 0 (22)              | 4                   |